# Katalanismus

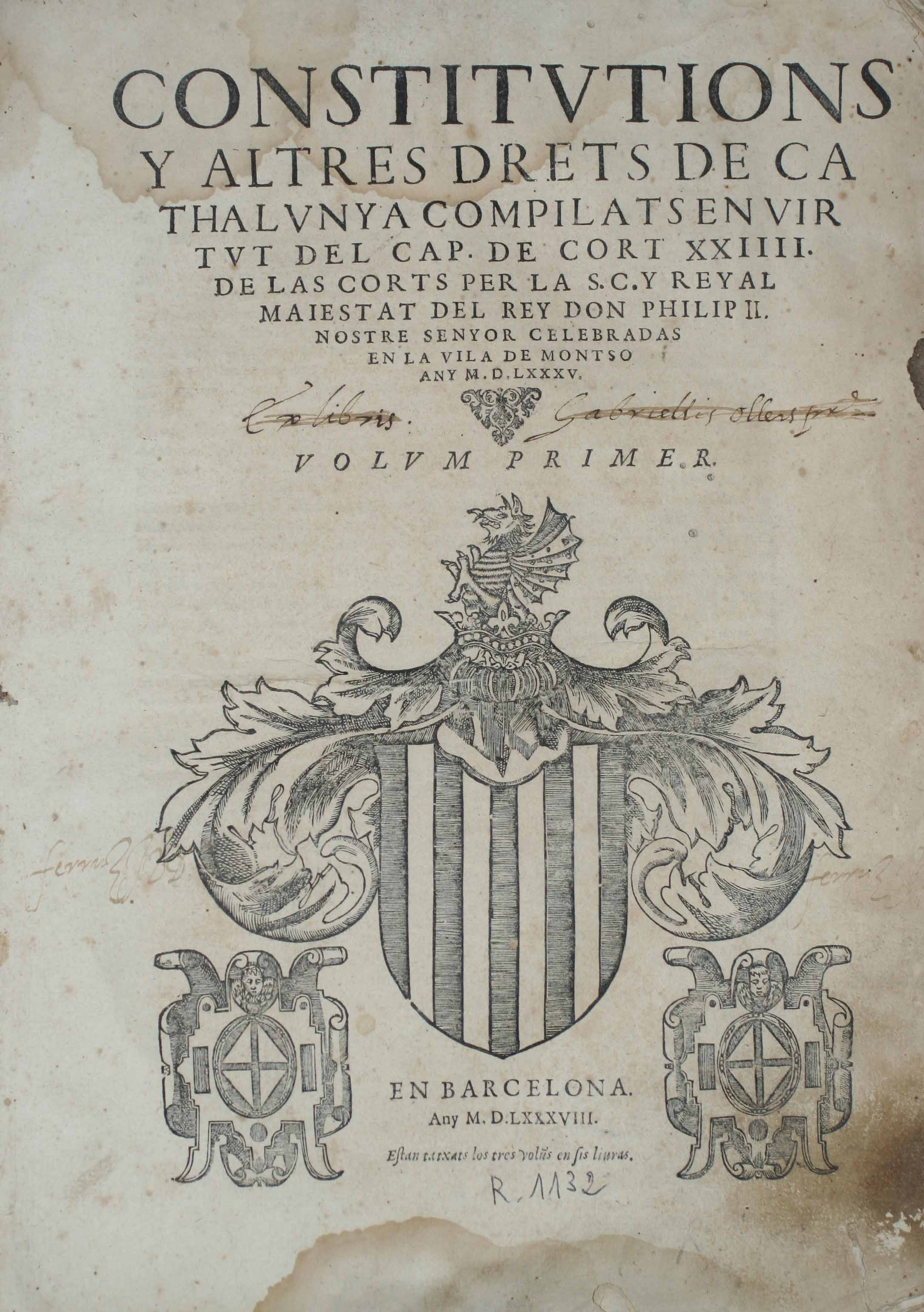
Constitucions de Catalunya von 1585

Der Katalanismus (katalanisch Catalanisme) oder katalanische Nationalismus ist eine kulturelle und politische Strömung zur Anerkennung einer politischen, sprachlichen und kulturellen Eigenständigkeit Kataloniens oder der Gemeinschaft katalanischsprachiger Länder, der Països Catalans.

## Geschichte
Als Ursache für den Katalanismus wird von vielen Katalanen der Verlust der historischen Rechte Kataloniens etwa seit Beginn des 18. Jahrhunderts angesehen. Bereits im 17. Jahrhundert kam es zum Schnitteraufstand gegen die spanische Obrigkeit, dessen Erinnerung als Symbol des Widerstands des katalanischen Volkes für den Katalanismus eine bis heute tragende Rolle spielt: Das Schnitterlied wird als katalanische Landeshymne gesungen. Die Auswirkungen des Aufstands schlugen sich im Pyrenäenfrieden von 1659 nieder, der den nördlichen Teil Kataloniens an Frankreich brachte und die historischen Länder teilte. Als mittelbare Folge wurde die katalanische Sprache im Jahr 1700 in einem Edikt Louis XIV als Verstoß „gegen die Ehre der französischen Nation“ tituliert und folglich als offizielle Sprache im vom Katalanismus „Nordkatalonien“ genannten Territorium verboten. Der Sieg der Bourbonen im Spanischen Erbfolgekrieg wurde mit der Eroberung von Barcelona am 11. September 1714 abgeschlossen, einem im Katalanismus zum nationalen Trauma erhobenen Datum. Der Bourbone Philipp V., gegen dessen Thronbesteigung die Katalanen aufseiten der Habsburger vergeblich gefochten hatten, hob im Zuge der Umsetzung der Decretos de Nueva Planta (1707–1716) die meisten Institutionen und Sonderrechte der Krone von Aragonien auch im Prinzipat Katalonien auf und schaffte die eigenständige Ständeversammlung Kataloniens (Corts Catalanes) ab.
Neue Konstellationen, die das Entstehen einer katalanischen nationalen Bewegung begünstigten, ergaben sich durch die im 19. Jahrhundert stetig verschärften und in den Karlistenkriegen ausbrechenden Gegensätze zwischen den zentralistischen Modernisierungsbestrebungen der die spanische Monarchie stützenden liberalen Kräfte und der reaktionären Volksbewegung des Carlismus, der neben einem militant-katholischen Antiliberalismus auch die Wahrung der nationalen Eigenarten und historischen Rechte der spanischen Völker verteidigen wollte.
Die kulturelle Bewegung der Renaixença wird heute als frühe Ausprägung des Katalanismus wahrgenommen. Sie hatte das Ziel, die gesellschaftliche Anerkennung der katalanischen Sprache und Kultur nach den Jahrhunderten des Niedergangs zurückzuerlangen. Dazu diente auch das Wiederaufleben des romantischen Dichterwettstreits der Jocs Florals.
Zur politischen Bewegung wurde der Katalanismus spätestens 1882, als mit den Bases de Manresa („Grundsätzen von Manresa“), einem wichtigen Dokument der katalanischen Autonomiegeschichte, die Wiedereinsetzung der althergebrachten Constitucions de Catalunya gefordert wurde, der von der katalanischen Ständeversammlung bestätigten Gesetzessammlung, die Katalonien von 1283 bis 1714 ein hohes Maß an Selbstbestimmung gesichert hatte.
Die Unterdrückung der katalanischen Sprache, Kultur und Institutionen erreichte im 20. Jahrhundert mit der Diktatur von Primo de Rivera in den 1920er Jahren und dann besonders nach dem Sieg General Francos im Spanischen Bürgerkrieg seinen Höhepunkt. Der moderne Katalanismus versteht sich deshalb auch als Gegenbewegung zur franquistischen Doktrin des zentralistischen spanischen Einheitsstaats.
Abweichend vom Wortlaut der im Zuge der Transition in Spanien auch mit katalanischer Beteiligung ausgehandelten spanischen Verfassung von 1978 betrachtet der Katalanismus Katalonien heute als Nation und fordert für die Katalanen das Selbstbestimmungsrecht der Völker ein. Teilweise werden in dieses Anliegen auch die „Països Catalans“ (katalanischsprachige Regionen außerhalb Kataloniens) einbezogen.
Unterschiede innerhalb des Katalanismus betreffen den Grad der angestrebten Wiedererlangung historischer Rechtspositionen beziehungsweise Verwirklichung darüber hinausgehender Ziele. Während einige über die Selbstbestimmung zur Unabhängigkeit des katalanischen Volkes fortschreiten wollen, streben andere nur die Ausweitung der Selbstverwaltung im Rahmen des Autonomiestatuts an oder sprechen sich für föderale Strukturen aus. Nach der Wirtschaftskrise 2009/10 kam es zunehmend zu Forderungen nach voller staatlicher Unabhängigkeit in Form einer Republik. Am 1. Oktober 2017 fand in Katalonien ein Unabhängigkeitsreferendum statt. Angeblich stimmten bei einer Wahlbeteiligung von 42,3 % rund 90 % der Wähler für eine Unabhängigkeit. Es folgte die Katalonien-Krise: 
Am 27. Oktober 2017 stimmte das katalanische Parlament für die einseitige Unabhängigkeitserklärung Kataloniens; noch am selben Tag erklärte die spanische Regierung unter Berufung auf einen Verfassungsnotstand die katalanische Regionalregierung von Carles Puigdemont für abgesetzt; sie setzte die Eigenverwaltung der Region Katalonien aus und kündigte Neuwahlen zum Regionalparlament an. Puigdemont und weitere Separatisten wurden für ihre Rolle bei der Organisation des Referendums verklagt, woraufhin Puigdemont und vier seiner Minister ins Ausland flohen.